# Осетинская письменность
Осети́нская пи́сьменность (осет. Ирон абетӕ, Дигорон абетӕ) — письменность, используемая для записи осетинского языка. За время своего существования несколько раз меняла свою графическую основу и неоднократно реформировалась. В настоящее время осетинская письменность функционирует на кириллице.
В истории осетинской письменности выделяются пять этапов:
- до 1844 года — ранние опыты создания письменности на основе кириллицы и грузинского письма;
- 1844—1923 годы — алфавит Шёгрена — Миллера на основе кириллицы;
- 1923—1938 годы — письменность на основе латинского алфавита;
- 1938—1954 годы — параллельное существование письменности на основе кириллицы и грузинского письма;
- с 1954 года — письменность на основе кириллицы.

## Ранние алфавиты
Древнейшим памятником осетинской письменности является Зеленчукская надпись — текст на могильной плите X века, записанный греческими буквами на дигорском диалекте осетинского языка. Текст надписи был расшифрован В. Ф. Миллером и уточнён В. И. Абаевым. В более поздний период осетинские тексты не зафиксированы.
В середине XVIII века при царе Грузии Ираклии II силами грузинских православных миссионеров начался перевод церковных книг на осетинский язык. Первая такая книга была напечатана в 1753 году с использованием грузинского алфавита с добавлением специальных знаков для осетинского языка.

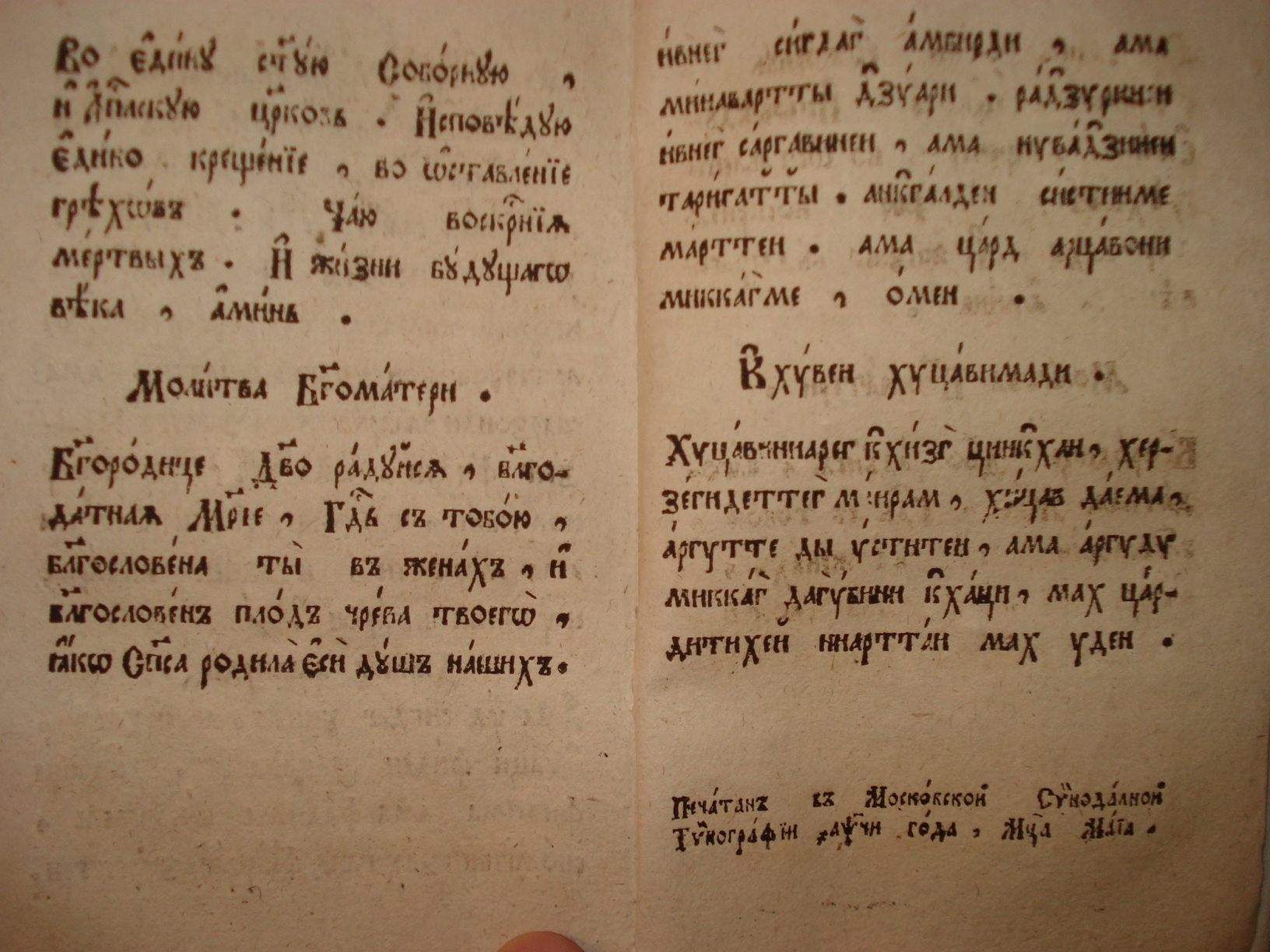
«Краткий катехизис» 1798 года. Параллельный текст, справа осетинский

В 1764 году российскими властями в Моздоке была открыта школа для подготовки миссионеров и чиновников из числа новокрещёных осетин. Обучение детей в ней шло на русском языке, что не давало нужного результата. По этой причине было решено разработать осетинскую письменность и перевести на неё ряд богослужебных книг. Один из наиболее активных миссионеров Гай (Такаов) составил осетинский алфавит на основе кириллических церковнославянских букв, и на этом алфавите в 1798 году был издан «Краткий катехизис» с параллельным текстом на церковнославянском и осетинском языках (в переводе Такаова). Помимо букв русского алфавита в этом издании использовались диграфы д҄ж, д҄з, д҄ц, д҄ч, к҄г, к҄х с диакритическим знаком-каморой сверху. Перевод Катехизиса, несмотря на большое число явных ошибок и опечаток, служит важным источником информации об осетинском языке XVIII века: в частности, основываясь на этом тексте, было выдвинуто предположение о более позднем переходе /к/, /г/ и /къ/ в /ч/, /дж/ и /чъ/ (в тексте встречается, например, слово кызг, которому соответствует современное чызг). Дальнейшего развития этот алфавит не получил.
В начале XIX века переводчик и чиновник Иоанн Ялгузидзе, перевёл с грузинского на осетинский язык ряд различных документов. При этом он использовал грузинские буквы. В 1819 году им был издан осетинский букварь-молитвенник, в котором использовался церковный вариант грузинского письма — хуцури — с добавлением нескольких букв для специфических осетинских звуков. Позднее, в 1820—1824 годах, на этом алфавите было издано ещё несколько церковных книг. Этот алфавит также не нашёл широкого применения.
В XVIII—XIX веках некоторые учёные (П. С. Паллас, Ю. Клапрот, И. А. Гюльденштедт и др.) составляли списки слов осетинского языка, используя для этого различные графические системы. С точки зрения эволюции письменности и распространения грамотности на осетинском языке эти опыты не получили продолжения.

## Алфавит Шёгрена — Миллера

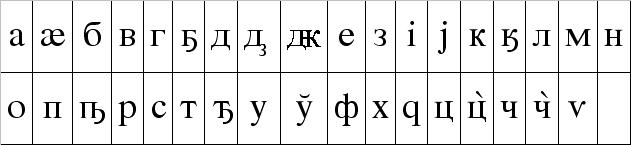
Алфавит Шёгрена

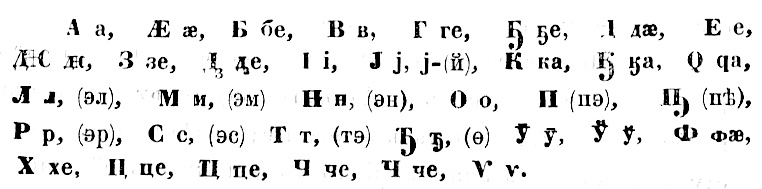
Алфавит Чепиговского.

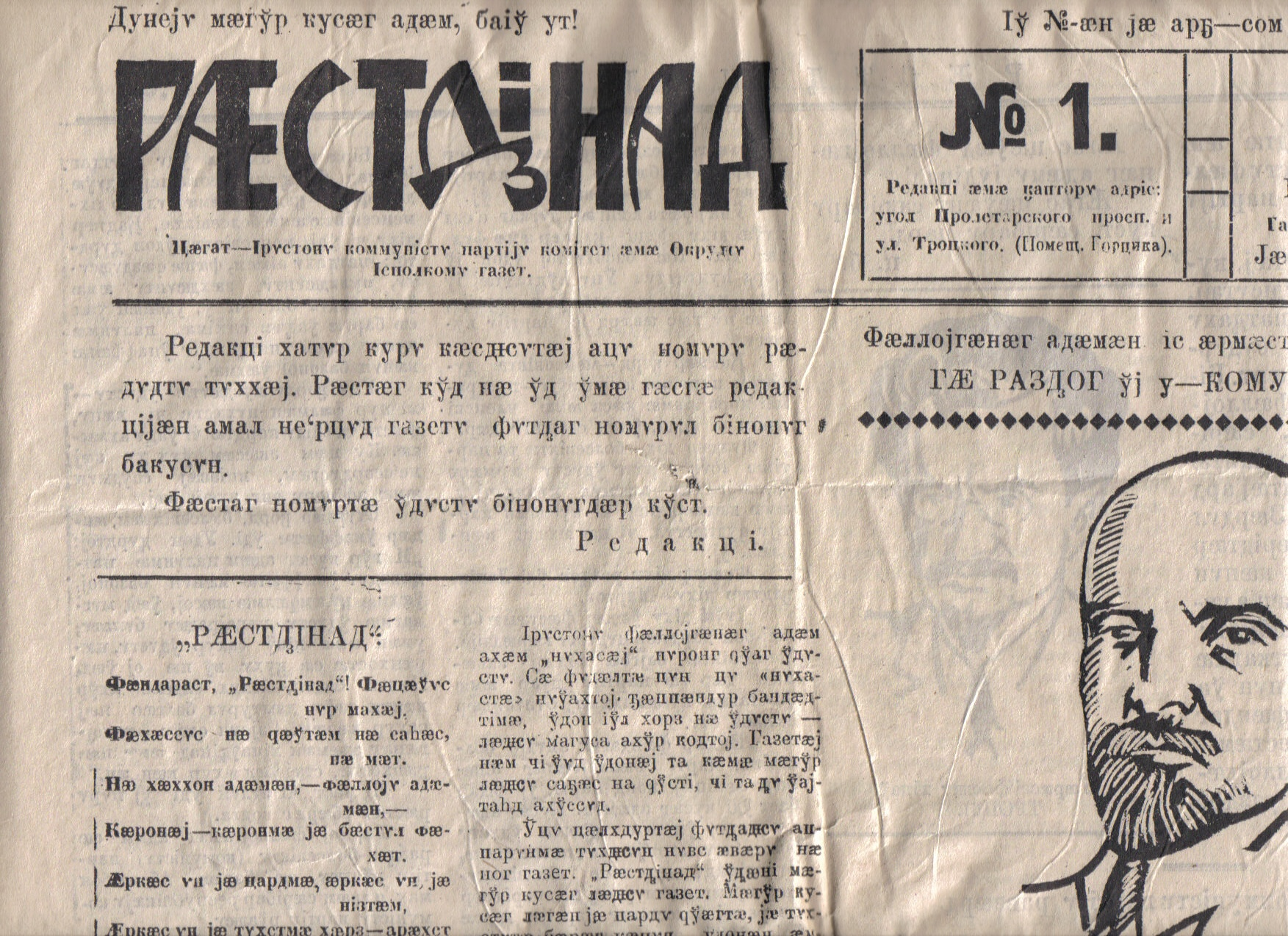
Первый осетинский алфавит на кириллической основе («шёгреновская азбука»). Первый номер газеты «Растдзинад», 14 марта 1923 года

Заслуга создания полноценной осетинской письменности принадлежит академику А. Шёгрену. В 1830-х годах он начал исследования осетинского языка. Результатом этих работ стало издание в 1844 году «Осетинской грамматики» с русско-осетинским и осетинско-русским словарём. В этой грамматике автор подробно разъясняет фонетику осетинского языка и соответствие звуков разработанному им алфавиту. Алфавит Шёгрена был составлен на основе кириллицы и имел следующий состав: а б в ꜧ г ҕ г̀ д д̀ ӕ е é з ж ꚉ ԫ і ј к ӄ к̀ ӄ̀ q л м н ң о ӧ п ҧ р с ш т ꚋ т̀ w у ѵ ф х ц ч ҵ ꚓ. Диакритический знак гравис (`) обозначал смягчение согласной (в некоторых ранних трудах Шёгрен вместо грависа использовал букву j после согласной). Несмотря на сложность алфавита он оказался весьма удачным и с 1848 года в несколько изменённом виде начал использоваться при издании церковной литературы. Шёгрен отмечал, что грузинский алфавит был более подходящим для передачи осетинской звуковой системы, чем кириллица.
На основе алфавита Шёгрена было создано ещё несколько вариантов осетинской письменности. Так, в 1862 году Иосифом Чепиговским был составлен алфавит, имевший следующий вид: а ӕ б в г ҕ д ꚉ ԫ е з і ј к ӄ q л м н о п ҧ р с т ꚋ ӯ ў ф х ц ҵ ч ꚓ ѵ. До конца XIX века на нём было издано несколько книг.
Логическим продолжением развития алфавита Шёгрена стал алфавит, предложенный академиком В. Ф. Миллером в 1879 году. В нём, по сравнению с алфавитом Шёгрена, были изменены начертания ряда букв и сокращено общее количество знаков. Начавшееся в 1860-е годы культурное развитие Осетии (строительство школ, появление светской литературы (в том числе произведений Коста Хетагурова)) способствовали распространению алфавита Шёгрена-Миллера и превращению его в единую национальную письменность.
Вместе с тем алфавит, не говоря уже о правилах орфографии, в тот период не устоялся, поэтому в разных изданиях используются разные его вариации. Развитие осетинской национальной печати, особенно активно развернувшееся после революции 1905 года, способствовало выработке единого алфавита, но разнобой в изданиях продолжался. Так, в журнале «Хурытын» для звука [дз] использовался знак z, а в журнале «Ӕфсир» для него же — знак g.
10—16 июля 1917 года во Владикавказе состоялся учительский съезд, на котором был выработан единый осетинский алфавит, имеющий в своей основе алфавит Шёгрена-Миллера. Этот алфавит имел такой вид: а ӕ б в г h д g з z і ј к ӄ q л м н о п ҧ р с т ꚋ у ў ф х ц ҵ ч ꚓ ѵ ꜧ. Но и после съезда разнобой в используемых алфавитах продолжился.
Известна также попытка создать осетинскую письменность на основе арабского письма — в 1912 году С. Тайсаевым в Темир-Хан-Шуре был издан букварь для нужд осетин-мусульман, в котором использовался арабский алфавит с добавлением большого количества специальных знаков для отображения особенностей осетинской фонетики. Этот опыт оказался единичным и не получил дальнейшего развития.

## Латинизированный алфавит

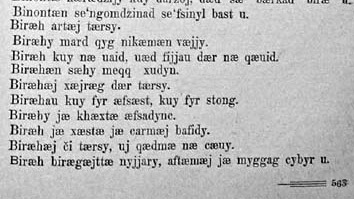
Осетинский алфавит на латинской основе, 1923—1938. Часть страницы из книги, выпущенной в 1935 году (алфавитный список пословиц)

В 1920 году в Осетии среди членов Осетинского историко-филологического общества началось обсуждение вопроса о переходе на латинизированную письменность, но тогда он встретил критику со стороны защитников существующего письма. В 1923 году был объявлен конкурс на лучший проект алфавита, но победителя он не выявил. Вскоре на основе представленных проектов Наркомпросом Горской АССР был составлен осетинский латинизированный алфавит. После согласования алфавита с Южной Осетией в 1923 году он был утверждён и немедленно стал внедряться в сферы образования и печати. Лигатуры и буквы с диакритическими знаками, существовавшие в алфавите Шёгрена-Миллера, были заменены диграфами, что встретило критику.
Осетины первыми на Северном Кавказе и одними из первых в СССР перешли на латинизированный алфавит, из-за чего алфавит оказался неунифицированным с другими алфавитами народов СССР.
По данным журнала «Культура и письменность Востока» (№ 1, 1928 год) первый вариант осетинского латинизированного алфавита имел следующий вид:a в c d e f i g h j k l m n o p r s t u v z æ y u q x ś ż t’ p’ k’ c’ ç ç’ dz dž į, при этом существовали различия в записи отдельных согласных в Северной и Южной Осетии. Однако реально используемый алфавит (после исключения из него в середине 1920-х годов букв W w и Ꜧ ꜧ) выглядел так:
| A a | Æ æ | B b | C c | Ch ch | Č č   | Čh čh | D d | Dz dz | Dž dž | E e | F f   |
| G g | H h | I i | J j | K k   | Kh kh | L l   | M m | N n   | O o   | P p | Ph ph |
| Q q | R r | S s | Š š | T t   | Th th | U u   | V v | X x   | Y y   | Z z |       |

Этот алфавит использовался до 1938 года.

## Грузинский алфавит

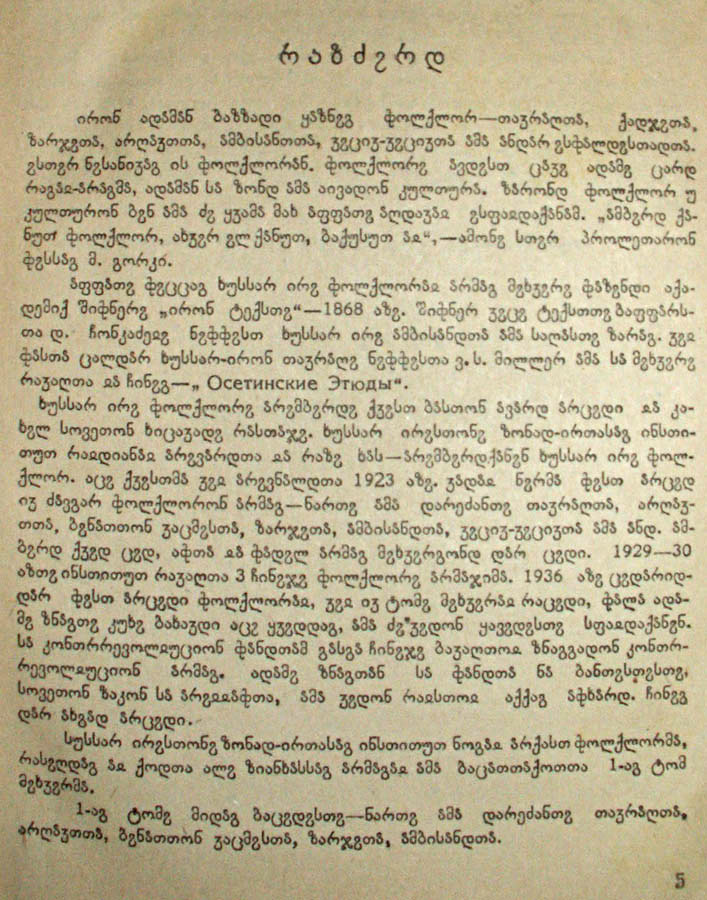
Пример осетинской грузиницы. Предисловие к книге, изданной в 1940 году

В 1938 году в Юго-Осетинской АО, входившей в состав Грузинской ССР, осетинская письменность была переведена на грузинскую графическую основу (в то время как в Северо-Осетинской АССР, входившей в РСФСР, с того же года стал использоваться кириллический алфавит). Таким образом в двух осетинских автономиях то время сосуществовали две параллельные системы письма. Грузинский алфавит для осетинского языка включал все буквы грузинского алфавита, а также ჷ ჲ ჳ ჶ ჽ. В 1954 году эта письменность была отменена, и в Южной Осетии был внедрён кириллический алфавит, такой же как и в Северной Осетии.
Алфавит имел следующий вид:
| ა | ბ | ც | დ | ე | ჶ | გ | ღ | ი | ჲ | ქ | ლ | მ |
| ნ | ო | ფ | რ | ს | თ | უ | ვ | ზ | ყ | ხ | ჩ | შ |
| ჟ | ჰ | ჽ | ჷ | წ | ჭ | კ | პ | ტ | ძ | ჯ | ჳ |   |

## Современный кириллический алфавит
В 1938 году в ходе процесса кириллизации письменностей народов СССР осетинский алфавит в Северной Осетии был переведён на кириллицу. В 1954 году на кириллицу была переведена и письменность осетин Южной Осетии. С тех пор изменений в осетинскую письменность не вносилось. 
Современный осетинский алфавит:
| А а   | Ӕ ӕ   | Б б | В в | Г г   | Гъ гъ | Д д | Дж дж | Дз дз | Е е | Ё ё   |
| Ж ж   | З з   | И и | Й й | К к   | Къ къ | Л л | М м   | Н н   | О о | П п   |
| Пъ пъ | Р р   | С с | Т т | Тъ тъ | У у   | Ф ф | Х х   | Хъ хъ | Ц ц | Цъ цъ |
| Ч ч   | Чъ чъ | Ш ш | Щ щ | Ъ ъ   | Ы ы   | Ь ь | Э э   | Ю ю   | Я я |       |

Буквы ё, ж, ш, щ, ь, э, ю, я (а также ъ вне диграфов) используются только в заимствованиях. Буква у обозначает одновременно 2 фонемы — [у] и [ў]. Диграфы къ, пъ, тъ, цъ, чъ обозначают глоттализованные (абруптивные) звуки, гъ — увулярный звонкий дрожащий согласный, хъ — увулярный глухой смычный согласный, дж, дз — аффрикаты; лигатура ӕ — переднерядный широкий гласный.
В 2019 году в Южной Осетии сотрудниками Юго-Осетинского НИИ и Юго-Осетинского университета под руководством профессора Зои Битарты были подготовлены и выпущены учебники осетинского языка для 1-9 классов, в которых был предложен алфавит из 33 букв (в нём отсутствуют буквы Ё ё, Ж ж, Й й, Ш ш, Щ щ, Ъ ъ, Ь ь, Э э, Ю ю, Я я). Появление этих учебников вызвало нарекания учителей и активную общественную дискуссию. Президент Южной Осетии А. Бибилов предложил изъять учебники с новым вариантом алфавита из школ впредь до всестороннего рассмотрения вопроса о реформе алфавита.

## Таблица соответствия алфавитов
| Современный алфавит (с 1938) | Алфавит Шёгрена (1844) | Алфавит Миллера (1881) | Алфавит учительского съезда (1917) | Латинизированный алфавит (1923—1938) | Алфавит на основе грузинского (Южная Осетия, 1938—1954) | МФА (иронский диалект) | МФА (дигорский диалект) |
| ---------------------------- | ---------------------- | ---------------------- | ---------------------------------- | ------------------------------------ | ------------------------------------------------------- | ---------------------- | ----------------------- |
| А а                          | А а                    | А а                    | А а                                | A a                                  | ა                                                       | [a]                    | [ɑː]                    |
| Ӕ ӕ                          | Ӕ ӕ                    | Ӕ ӕ                    | Ӕ ӕ                                | Æ æ                                  | ჽ                                                       | [ɐ]                    | [ʌ]                     |
| Б б                          | Б б                    | Б б                    | Б б                                | B b                                  | ბ                                                       | [b]                    | [b]                     |
| В в                          | В в                    | В в                    | В в                                | V v                                  | ვ                                                       | [v]                    | [v]                     |
| Г г                          | Г г                    | Г г                    | Г г                                | G g                                  | გ                                                       | [g]                    | [g]                     |
| Гъ гъ                        | Ҕ ҕ                    | Г̓ г̓                    | H h                                | Ꜧ ꜧ, H h                             | ღ                                                       | [ʁ]                    | [ğ]                     |
| Д д                          | Д д                    | Д д                    | Д д                                | D d                                  | დ                                                       | [d]                    | [d]                     |
| Дз дз                        | Ꚉ ꚉ                    | Ꚉ ꚉ                    | Z z                                | Dz dz                                | ძ                                                       | [d͡z]                   | [d͡ʒ]                    |
| Дж дж                        | Ԫ ԫ                    | Џ џ                    | G g                                | Dž dž                                | ჯ                                                       | [d͡ʒ]                   | —                       |
| Е е                          | Е е                    | Е е                    | Е е                                | E e                                  | ე                                                       | [e]                    | [eː]                    |
| Ё ё                          | —                      | —                      | —                                  | —                                    | —                                                       | [jo]                   | [jo]                    |
| Ж ж                          | Ж ж                    | Ж ж                    | Ж ж                                | Ž ž                                  | ჟ                                                       | [ʒ]                    | —                       |
| З з                          | З з                    | З з                    | З з                                | Z z                                  | ზ                                                       | [z]                    | [z], [ʒ]                |
| И и                          | І і                    | І і                    | І і                                | I i                                  | ი                                                       | [i]                    | [iː], [ɪ]               |
| Й й                          | Ј ј                    | Ј ј                    | Ј ј                                | J j                                  | ჲ                                                       | [j]                    | —                       |
| К к                          | К к                    | К к                    | К к                                | K k                                  | ქ                                                       | [k]                    | [k]                     |
| Къ къ                        | Ӄ ӄ                    | К̓ к̓                    | Ӄ ӄ                                | Kh kh                                | კ                                                       | [kʼ]                   | [kʼ]                    |
| Л л                          | Л л                    | Л л                    | Л л                                | L l                                  | ლ                                                       | [l]                    | [l]                     |
| М м                          | М м                    | М м                    | М м                                | M m                                  | მ                                                       | [m]                    | [m]                     |
| Н н                          | Н н                    | Н н                    | Н н                                | N n                                  | ნ                                                       | [n]                    | [n]                     |
| О о                          | О о                    | О о                    | О о                                | O o                                  | ო                                                       | [o]                    | [ɔː]                    |
| П п                          | П п                    | П п                    | П п                                | P p                                  | ფ                                                       | [p]                    | [p]                     |
| Пъ пъ                        | Ҧ ҧ                    | П̓ п̓                    | Ҧ ҧ                                | Ph ph                                | პ                                                       | [pʼ]                   | [pʼ]                    |
| Р р                          | Р р                    | Р р                    | Р р                                | R r                                  | რ                                                       | [r]                    | [r]                     |
| С с                          | С с                    | С с                    | С с                                | S s                                  | ს                                                       | [s]                    | [s], [ʃ]                |
| Т т                          | Т т                    | Т т                    | Т т                                | T t                                  | თ                                                       | [t]                    | [t]                     |
| Тъ тъ                        | Ꚋ ꚋ                    | Т̓ т̓                    | Ꚋ ꚋ                                | Th th                                | ტ                                                       | [tʼ]                   | [tʼ]                    |
| У у                          | У у, Ў ў               | У у, Ў ў               | У у, Ў ў                           | U u, W w                             | უ, ჳ                                                    | [u], [w]               | [ʋ]                     |
| Ф ф                          | Ф ф                    | Ф ф                    | Ф ф                                | F f                                  | ჶ                                                       | [f]                    | [f]                     |
| Х х                          | Х х                    | Х х                    | Х х                                | X x                                  | ხ                                                       | [χ]                    | [kh]                    |
| Хъ хъ                        | Ԛ ԛ                    | Ԛ ԛ                    | Ԛ ԛ                                | Q q                                  | ყ                                                       | [q]                    | [q]                     |
| Ц ц                          | Ц ц                    | Ц ц                    | Ц ц                                | C c                                  | ც                                                       | [t͡s]                   | [t͡s], [t͡ʃ]              |
| Цъ цъ                        | Ҵ ҵ                    | Ц̓ ц̓                    | Ҵ ҵ                                | Ch ch                                | წ                                                       | [t͡sʼ]                  | [t͡sʼ], [t͡ʃʼ]            |
| Ч ч                          | Ч ч                    | Ч ч                    | Ч ч                                | Č č                                  | ჩ                                                       | [t͡ʃ]                   | —                       |
| Чъ чъ                        | Ꚓ ꚓ                    | Ч̓ ч̓                    | Ꚓ ꚓ                                | Čh čh                                | ჭ                                                       | [t͡ʃʼ]                  | —                       |
| Ш ш                          | Ш ш                    | —                      | —                                  | Š š                                  | შ                                                       | [ʃ]                    | —                       |
| Щ щ                          | —                      | —                      | —                                  | —                                    | —                                                       | [ɕ]                    | —                       |
| ъ                            | —                      | —                      | —                                  | —                                    | —                                                       | —                      | —                       |
| Ы ы                          | Ѵ ѵ                    | Ѵ ѵ                    | Ѵ ѵ                                | Y y                                  | ჷ                                                       | [ə]                    | —                       |
| ь                            | —                      | —                      | —                                  | —                                    | —                                                       | —                      | —                       |
| Э э                          | —                      | —                      | —                                  | —                                    | —                                                       | [ɛ]                    | —                       |
| Ю ю                          | —                      | —                      | —                                  | —                                    | —                                                       | [ju]                   | —                       |
| Я я                          | —                      | —                      | —                                  | —                                    | —                                                       | [ja]                   | —                       |

## Комментарии
1. ↑  По первоначальному проекту, опубликованному в газете «Рӕстдзинад» 12 мая 1938 года, вместо буквы Ӕ ӕ предлагалось использовать диграф Аь аь